# Livets bästa år
Livets bästa år (franska: Les plus belles années d'une vie) är en fransk dramafilm från 2019. Filmen är regisserad av Claude Lelouch.
Filmen hade svensk premiär den 17 april 2020.

## Handling
Filmen handlar om Anne och Jean-Louis som träffas igen efter 50 år. Deras kärlek förevigades i Lelouchs film En man och en kvinna från 1966. Genom Jean-Louis son, som sökte upp Anne, återförenas de två igen.

## Rollista (i urval)
- Jean-Louis Trintignant – Jean-Louis Duroc
- Anouk Aimée – Anne Gauthier
- Marianne Denicourt – chef för pensionatet
- Monica Bellucci – Elena
- Antoine Sire – Antoine Duroc